# Chico Hamilton
Foresthorn Hamilton, soprannominato Chico (Los Angeles, 20 settembre 1921 – Manhattan, 25 novembre 2013), è stato un batterista statunitense.
Dopo aver accompagnato Lester Young, Gerry Mulligan, Count Basie e Lena Horne, Hamilton  nel 1955 fondò un suo quintetto, caratterizzato dalla presenza del violoncello come strumento conduttore, per poi affermarsi negli anni seguenti come bandleader.

## Discografia

### Come leader
- 1955: Chico Hamilton Quintet featuring Buddy Collette (Pacific Jazz)
- 1955: The Original Chico Hamilton Quintet (World Pacific) - released 1960
- 1956: Chico Hamilton Quintet in Hi Fi (Pacific Jazz)
- 1953-56: Chico Hamilton Trio (Pacific Jazz)
- 1957: Chico Hamilton Quintet (Pacific Jazz)
- 1957: Zen: The Music of Fred Katz (Pacific Jazz)
- 1957: Sweet Smell of Success (Decca)
- 1958: South Pacific in Hi-Fi (World Pacific)
- 1958: Chico Hamilton Trio Introducing Freddie Gambrell (World Pacific)
- 1958: The Original Ellington Suite (Pacific Jazz) with Eric Dolphy - released 2000
- 1958: The Chico Hamilton Quintet with Strings Attached (Warner Bros.)
- 1958: Gongs East! (Warner Bros.)
- 1959: Ellington Suite (World Pacific)
- 1959: The Three Faces of Chico (Warner Bros.)
- 1959: That Hamilton Man (Sesac)
- 1960: Bye Bye Birdie-Irma La Douce (Columbia)
- 1960  The Chico Hamilton Special (Columbia)
- 1962: Drumfusion (Columbia)
- 1962: Passin' Thru (Impulse!)
- 1963: A Different Journey (Reprise)
- 1963: Man from Two Worlds (Impulse!)
- 1965: Chic Chic Chico (Impulse!)
- 1966: El Chico (Impulse!)
- 1966: The Further Adventures of El Chico (Impulse!)
- 1966: The Dealer (Impulse!)
- 1968: The Gamut (albu (Solid State)
- 1969: The Head Hunters (Solid State)
- 1970: El Exigente: The Demanding One (Flying Dutchman)
- 1973: The Master (Enterprise)
- 1974: Montreux Festival (Stax) - live album shared with Albert King and Little Milton
- 1975: Peregrinations (Blue Note)
- 1976: Chico Hamilton and the Players (Blue Note)
- 1977: Catwalk (Mercury)
- 1979: Reaching for the Top (Nautilus)
- 1980: Nomad (Elektra)
- 1988: Euphoria (Swallow)
- 1990: Transfusion
- 1991: Reunion
- 1992: Arroyo
- 1993: Trio!
- 1993: Dreams Come True (Joyous Shout!) with Andrew Hill - released 2008
- 1994: My Panamanian Friend (The Music of Eric Dolphy)
- 1994: Dancing to a Different Drummer (Soul Note)
- 1998: Complete Pacific Jazz Recordings of the Chico Hamilton Quintet
- 1999: Timely
- 2001: Foreststorn
- 2002: Thoughts Of...
- 2006: Juniflip (Joyous Shout!)
- 2006: Believe (Joyous Shout!)
- 2006: 6th Avenue Romp (Joyous Shout!)
- 2006: Heritage
- 2007: Hamiltonia
- 2007: Mysterious Maiden (180 gram vinyl LP)
- 2008: It's About Time EP
- 2008: Alternative Dimensions of El Chico (Joyous Shout!)
- 2008: Trio! Live @ Artpark
- 2009: The Alternative Dimensions of El Chico (12" double vinyl)
- 2009: Twelve Tones of Love
- 2011: Revelation (10" vinyl EP)
- 2011: Euphoric (EP)
- 2011: Revelation